# Jordan Lečkov
Yordan Lečkov Jankov (in bulgaro Йордан Лечков Янков?; Sliven, 9 luglio 1967) è un ex calciatore bulgaro, di ruolo centrocampista o attaccante.

## Caratteristiche tecniche
Agiva prevalentemente come attaccante e come centrocampista offensivo laterale sinistro. È stato uno dei migliori giocatori bulgari di tutti i tempi. Il giornale inglese "The Sun" l'ha inserito in una curiosa classifica: figura in quarta posizione tra i migliori 10 giocatori calvi di sempre al mondo.

## Carriera

### Club
Cresciuto nello Sliven (Bulgaria), in seguito ha militato nelle file di prestigiosi clubs quali CSKA Sofia (Bulgaria, stagione 1991-1992), Amburgo (Germania, dalla stagione 1992-1993 alla stagione 1995-1996), Olympique Marsiglia (Francia, stagione 1996-1997), Beşiktaş (Turchia, dalla stagione 1997-1998); dopo una pausa di inattività di circa tre anni, riprende a giocare nel CSKA Sofia nella stagione 2001-2002. La stagione successiva torna nel club dove era cresciuto, ossia lo Sliven, col quale disputa due stagioni, chiudendo la carriera nel 2004.

### Nazionale
Letchkov ha giocato 45 partite nella Nazionale bulgara segnando 5 gol.
Suo il gol di testa che diede alla Bulgaria la vittoria contro la Germania per 2-1 (Letchkov migliore in campo) ad Usa '94, mondiali ben disputati da parte sua, permettendo ai balcanici di accedere ad una storica semifinale (poi persa contro l'Italia per 1-2).
Letchkov, grazie soprattutto alle ottime partite giocate al mondiale americano, ottenne il 13º posto nella classifica finale del Pallone d'oro 1994.
Il Pallone d'oro
, prestigioso trofeo assegnato dal bisettimanale francese France Football, quell'anno venne vinto dal suo connazionale Stoičkov.
Giocò molto bene anche al Campionato europeo di calcio 1996 in Inghilterra. Nell'ultima gara del proprio girone, una grande prestazione di Letchkov (man of the match), non bastò alla Bulgaria per accedere ai quarti di finale, sconfitta per 1-3 contro la Francia futura campione del Mondo: anche perché nell'altro incontro del gruppo B, giocato contemporaneamente, la Spagna sconfisse 2-1 allo scadere la Romania, già eliminata.
Letchkov, che contribuì alla qualificazione della sua Nazionale anche al Campionato mondiale di calcio 1998, avrebbe dovuto partecipare alla fase finale del mondiale transalpino ma una squalifica FIFA, a causa di inadempimenti contrattuali verso la sua squadra di allora, il Beşiktaş (vicenda confusa e poco nota, alcuni dicono che cercò di svincolarsi senza il permesso della società), glielo impedì.

## Dopo il ritiro
Dopo il ritiro si è avviato con successo ad una carriera di imprenditore e di politico. È titolare di numerose ed importanti attività (proprietario di Hotel di lusso, scuola calcio, ecc.) ed è stato sindaco di Sliven, sua città natale. Nel 2005 è stato nominato vicepresidente della Federcalcio bulgara.
È presente nelle vesti di se stesso, assieme ad altre celebrità del calcio, in una serie TV del '98 di Gary Lineker (diretta da Lloyd Stanton) denominata "Golden Boots" e sul documentario sportivo "Stoichkov", del 2012, diretto da Borislav Kolev.

## Trofei
- Nazionale della Bulgaria
  - 4º posto ad Usa '94: 1994
- CSKA Sofia
  - Campionato Bulgaro: 1992
- Sliven
  - Coppa di Bulgaria: 1991
- Beşiktaş
  - Coppa di Turchia: 1998